# Vists socken, Östergötland
Vists socken i Östergötland ingick i  Hanekinds härad, ingår sedan 1971 i Linköpings kommun och motsvarar från 2016 Vists distrikt.
Socknens areal är 90,34 kvadratkilometer varav 81,26 land. År 2000 fanns här 2 814 invånare. Tätorten Sturefors med sockenkyrkan Vists kyrka samt Bjärka-Säby slott och Sturefors slott ligger i socknen. 

## Administrativ historik

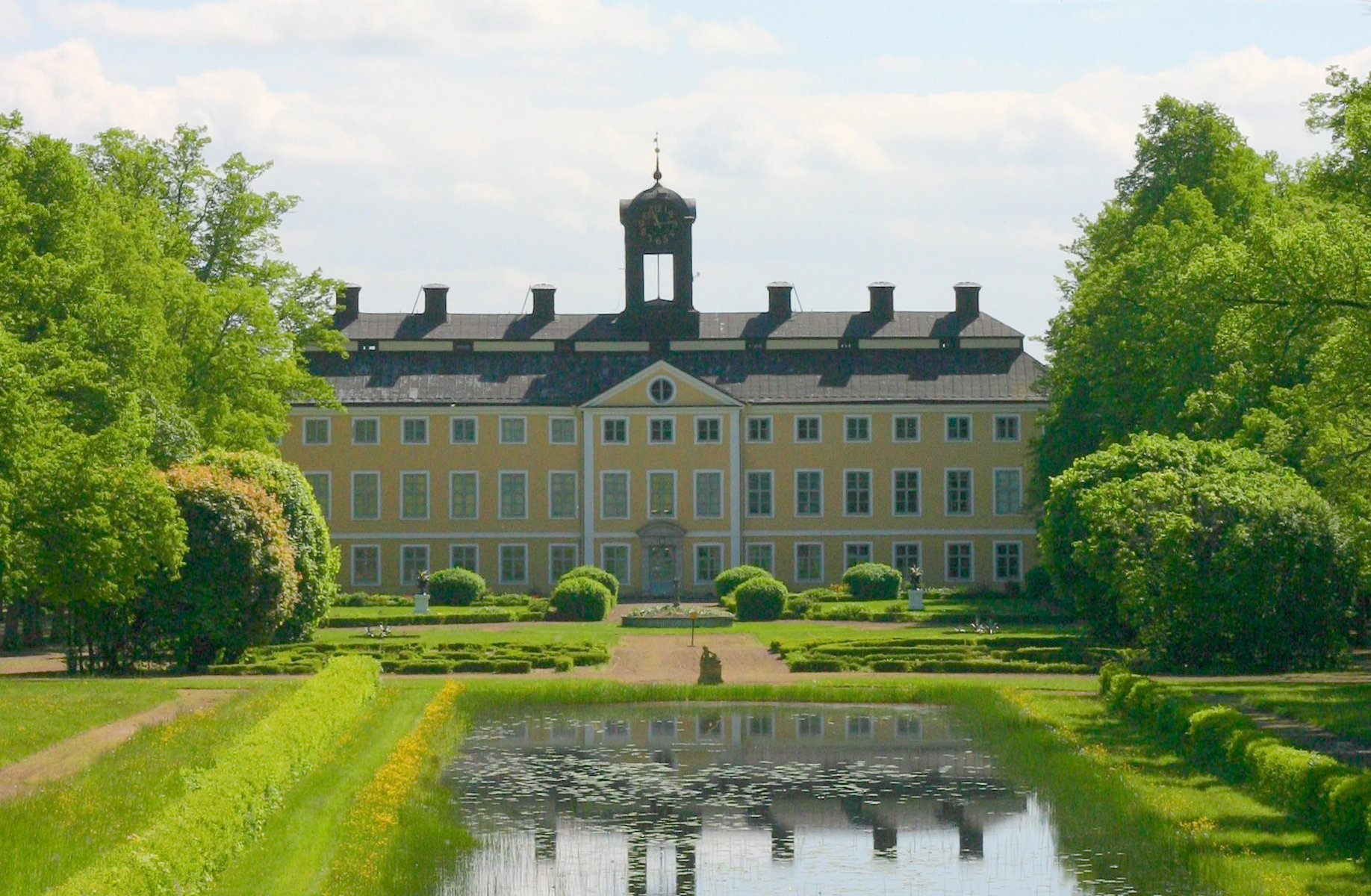
Sturefors slott

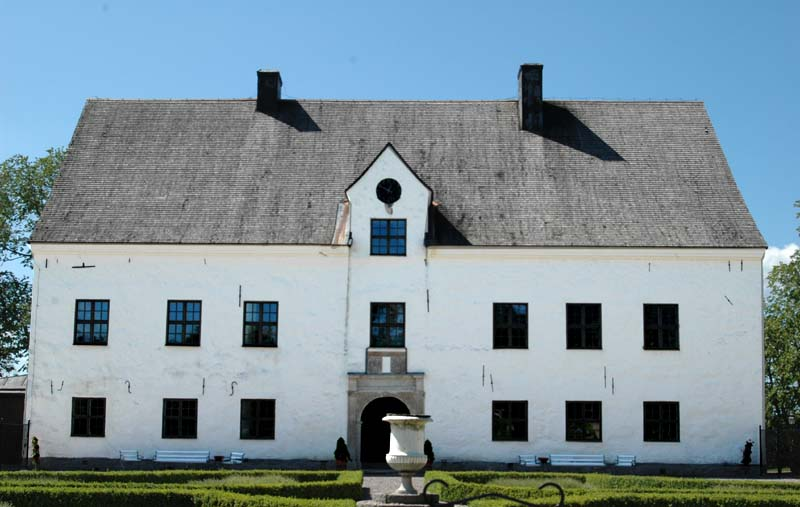
Bjärka-Säby gamla slott

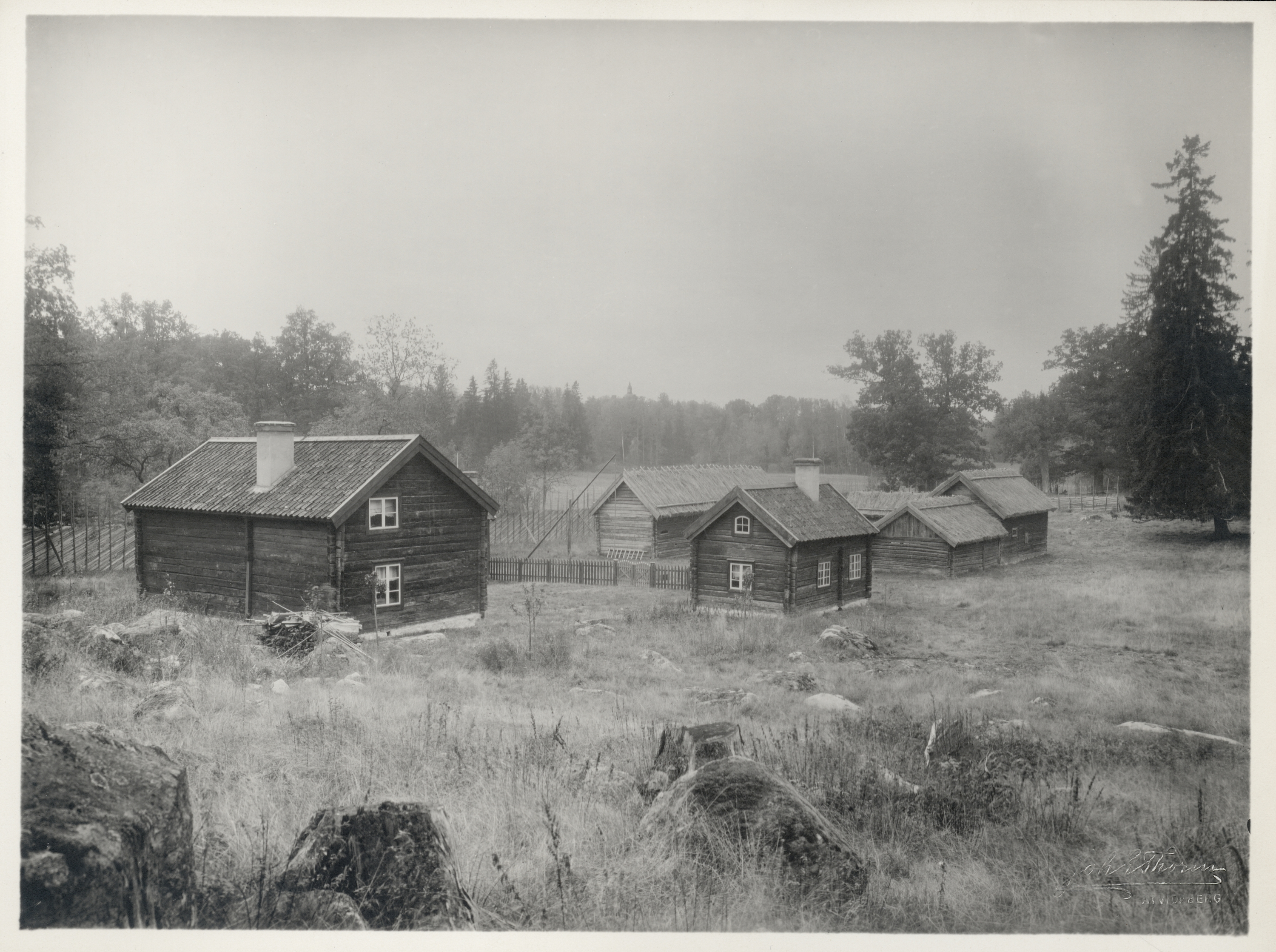
Forngården Bjärka-Säby, 1924

Vists socken har medeltida ursprung. 
Vid kommunreformen 1862 övergick socknens ansvar för de kyrkliga frågorna till Vists församling och för de borgerliga frågorna till Vists landskommun. Landskommunen inkorporerades 1952 i Vårdnäs landskommun och uppgick 1971 i Linköpings kommun.
1 januari 2016 inrättades distriktet Vist, med samma omfattning som församlingen hade 1999/2000.  
Socknen har tillhört samma fögderier och domsagor som Hanekinds härad.  De indelta soldaterna tillhörde  Första livgrenadjärregementet, Kinds kompani och Andra livgrenadjärregementet, Tjust och Vifolka kompanier.

## Geografi
Vists socken ligger söder om Linköping kring Stångån och Kinda kanal samt sjöarna Ärlången och Stora Rängen. Socknen är en starkt kuperad skogs- och bergstrakt med odlingsbygd i dalarna utmed vattendragen.
Kinda kanal har en cirka 3 km lång grävd del mellan Stora Rängen (84,6 m ö.h.) i höjd med gården Lilla Långanäs och Stångån vid Hamra slussar. Farleden fortsätter nedströms Stångån till Ärlången (56,7 m ö.h.) vid Sturefors slott. Den sammanlagda fallhöjden från Stora Rängen till Ärlången är knappt 28 meter.
På Stora Rängens nordvästra sida ligger gården Stavsäter. Gården ligger vid inloppet till Labbenäsviken, vid vars botten gården Labbenäs ligger.

### Geografisk avgränsning
Vists sockens nordligaste punkt utgörs av fornborgen Uveborg som ligger vid Stångåns västra strand halvannan kilometer söder om Landeryds kyrka. I norr ligger här Landeryds socken och gränsen mellan de båda socknarna går från Uveborg västerut cirka 4 km fram till "tresockenmötet" Vist-Landeryd-Berga som ligger några hundra meter norr om torpet Grönsved. Härifrån gränsar socknen mot Linköpings Berga församling på en sträcka av cirka 2 km fram till "tresockenmötet" Vist-Berga-Skeda cirka 500 meter söder om Idingstorp i Berga. Från denna punkt avgränsas Vists socken i nordväst och väst av Skeda socken på en sträcka av cirka 6 km. Sockengränsen går söderut och når "tresockenmötet" Vist-Skeda-Vårdnäs, beläget mellan torpen Västerås i Vist och Alsund i Vårdnäs. Farsbonäset sticker här ut i Stora Rängen.
Sockengränsen mot Vårdnäs socken i söder korsar Stora Rängen från Alsundsviken på sjöns västra sida till Stora Mörken-bäckens mynning på östra sidan strax söder om Vessers udde. Gränsen mot Vårdnäs går vidare mot sydost uppströms bäcken, genomkorsar sjön Stora Mörken (108 m ö.h.) och passerar den numera utdikade torrmossen Lilla Mörken. Cirka 1 km öster om Lilla Mörken ligger "tresockenmötet" Vist-Vårdnäs-Åtvid. Sockengränsen viker här mot norr och utgör på en sträcka av cirka 1 km gräns mot Åtvids socken i Åtvidabergs kommun. Strax norr om järnvägen Bjärka-Säby - Åtvidaberg ligger "tresockenmötet" Vist-Åtvid-Grebo. Från denna punkt och norrut gränsar Vist mot Grebo socken i Åtvidabergs kommun på en sträcka av cirka 10 km fram till "tresockenmötet" Vist-Grebo-Bankekind som ligger mitt i vattnet i sjön Ärlången (Erlången) (57 m ö.h.). Vists socken har här en cirka 2 km lång vattengräns mot Bankekinds socken, som ligger nordost om sjön i fråga. I vattnet cirka 1 km nordost om Sturefors slott ligger "tresockenmötet" Vist-Bankekind-Landeryd, varifrån Vist gränsar i nordost mot Landeryds socken på en sträcka av cirka 5 km fram till nordpunkten Uveborg (jfr ovan). Gränsen går i Stångån från Ärlången fram till Uveborg.

#### Gårdar
Socknen bestod av gårdarna Banketorp, Björksäter, Bostorp, Dala Dalshult, Ebbetorp, Fallemo, Fasarp, Gattorp, Grimsmålen, Gräshorva, Gunnarsbo, Göttorp, Hållingstorp, Husby, Jordstorp, Karsnäs, Klint, Kringstorp, Labbenäs, Markustorp, Mårdstorp, Mörketorp, Norrberga, Prästgården, Ringstorp, Ringsnäs, Risnäs, Selgsäter, Seltorp, Skog, Skälstorp, Stavsäter, Sturefors, Styvinge, Säby, Tacketorp, Tocketorp, Torpa, Vindstorp, Vreta, Vist, Västentorp, Åndebäck, Äbbetorp och Överby.

## Fornlämningar
Kända från socknen är talrika gravrösen från bronsåldern samt 12 gravfält och stensträngar och fyra fornborgar från järnåldern. En runristningar är känd.
På en holme i Stångån ligger resterna av Bjärkaholm som ruiner.

## Namnet
Namnet (1333 Wist) kommer från en bebyggelse vid kyrkan. Tolkningen kan vara vist i betydelsen 'vistelseort, hemort' eller troligare vist i betydelsen 'åkrök' då syftande på den markerade krök Stångån gör vid kyrkan. Under medeltiden kallades socknen också Husaby socken efter en gård vid kyrkan.

### Fotnoter
1. 1 2  Svensk Uppslagsbok Vists socken
2. 1 2  Harlén, Hans; Harlén Eivy (2003). Sverige från A till Ö: geografisk-historisk uppslagsbok. Stockholm: Kommentus. Libris 9337075. ISBN 91-7345-139-8
3. ↑  Administrativ historik för Vist socken (Klicka på församlingsposten). Källa: Nationella arkivdatabasen, Riksarkivet.
4. 1 2  Sjögren, Otto (1931). Sverige geografisk beskrivning del 2 Östergötlands, Jönköpings, Kronobergs, Kalmar och Gotlands län. Stockholm: Wahlström & Widstrand. Libris 9939
5. 1 2  Nationalencyklopedin
6. ↑  Wists socken i Anton Ridderstad, Historiskt, geografiskt och statistiskt lexikon öfver Östergötland (1875–1877)
7. ↑  Fornlämningar, Statens historiska museum: Vists socken, Östergötland
8. ↑  Fornminnesregistret, Riksantikvarieämbetet: Vists socken, Östergötland Fornminnen i socknen erhålls på kartan genom att skriva in sockennamn (utan "socken") i "Ange geografiskt område"
9. ↑  Mats Wahlberg, red (2003). Svenskt ortnamnslexikon. Uppsala: Institutet för språk och folkminnen. Libris 8998039. ISBN 91-7229-020-X. https://isof.diva-portal.org/smash/get/diva2:1175717/FULLTEXT02.pdf